# Episparis occidentis
Episparis occidentis là một loài bướm đêm trong họ Erebidae.